# Initiative pour le Féminisme Inclusif
 (juillet 2024).
L'Initiative pour le Féminisme Inclusif (norvégien: Inkluderende feminisme-initiativet; IFI) est une organisation féministe intersectionnelle nationale norvégienne qui œuvre pour l'égalité, la diversité et l'inclusion sur la base des droits de l'homme,,. C'est la principale organisation féministe intersectionnelle de Norvège. Depuis 2022, l'IFI organise la Marche Inclusive du 8 mars en collaboration avec Sex og politikk (Planning familial), FRI et d'autres organisations.

## Histoire et objectifs
L'IFI a été créée par un groupe de féministes en 2022 pour contrer la transphobie croissante et le populisme anti-genre, et pour construire un mouvement féministe large et inclusif en Norvège, basé sur les droits de l'homme et le respect de la dignité humaine de chacun. L'IFI souligne que le féminisme doit se fonder sur les droits de l'homme et les luttes évolutives des minorités vulnérables.
Le rapport de la Commission norvégienne sur l'extrémisme en 2024 a souligné que les droits des personnes LGBTQ+ sont de plus en plus sous pression de la part des mouvements extrêmes. La même année, ONU Femmes a mis en garde contre les mouvements extrémistes anti-droits utilisant la propagande haineuse et la désinformation pour cibler et tenter de délégitimer les groupes minoritaires. La Norvège a également été marquée par des campagnes anti-genre contre les personnes transgenres dans les années 2020. La Norvège a connu une attaque terroriste en 2022 ciblant la communauté queer et Oslo Pride. Marianne Gulli, présidente de FRI Oslo et Viken, a déclaré que l'Initiative pour le Féminisme Inclusif "est importante pour créer une communauté féministe qui a de la place pour tout le monde."

### La Marche Inclusive du 8 mars
L'IFI organise la Marche Inclusive du 8 mars à Oslo, l'un des deux principaux événements de la Journée des femmes à Oslo, en collaboration avec plusieurs autres organisations féministes et queer telles que Sex og politikk (Planning familial) et son organisation de jeunesse SNU, l'Organisation norvégienne pour la diversité sexuelle et de genre (FRI), Queer World et radiOrakel,,,,. La Marche Inclusive du 8 mars se décrit comme un événement ouvert à tous les genres et qui prend position contre le racisme, la transphobie, l'homophobie, le fascisme et le capacitisme.